# Méteren

Méteren este o comună în departamentul Nord, Franța. În 1 ianuarie 2022 avea o populație de 2.230 de locuitori.